# 圣基多福小堂 (阿马尔菲)
圣基多福小堂（cappella di San Cristoforo）是一个废弃小堂，部分被毁，距离意大利阿马尔菲约一公里。
该堂历史可追溯到公元9世纪。但是在1960年代由于山体滑坡，教堂遭到破坏。保存下来的圣像大多转移到松树圣母堂。堂内祭台仍供奉圣基多福雕像。外部立面仍有圣基多福和圣婴像。